# The King of Fighters '97
The King of Fighters '97 är ett fightingspel från 1997 av SNK, utgivet till Neo Geo som arkadspel och till hemkonsolerna. Spelet är det fjärde i serien The King of Fighters och porterades till Neo Geo CD, samt Playstation och Sega Saturn.

## Handling
Spelet innehåller bland annat nymodigheter inom grafiken och ljudet, samt nya rörelser. Det finns 29 olika figurer+ sex olika bossar som man kan spela med genom ett lösenord. Bland de nya återfinns lagen New Face Team och Fatal Fury Outlaw Team som innehåller debutanterna Mary Ryan och Ryuji Yamazaki, och en återvändande Billy Kane, samt Kyos elev Shingo Yabuki.

### Fotnoter
1. ↑  ”The King of Fighters '97” (på engelska). Mobygames. 24 februari 1997. http://www.mobygames.com/game/king-of-fighters-97. Läst 20 maj 2015.